# 선택적 병합
선택적 병합(選擇的 竝合)이란 양립할 수 있는 여러 개의 경합적 청구권에 기하여 동일 취지의 급부를 구하거나 양립할 수 있는 여러 개의 형성권에 기하여 동일한 형성적 효과를 구하는 경우에 그 가운데 어느 한 청구가 인용될 것을 해제조건으로 하여 여러 개의 청구에 관한 심판을 구하는 병합형태이다.

## 예
갑은 음주운전으로 길을 건너던 을을 치여 중상을 입혔다. 을은 갑을 상대로 불법행위와 채무불이행에 의해 선택적 병합으로 청구할 수 있다.

## 상소의 효력
전부판결에 전부상소한 경우에는 전부이심되며, 전부 심판의 대상이 된다.

## 판례
- 수 개의 청구가 제1심에서 처음부터 선택적으로 병합되고 그 중 어느 한 개의 청구에 대한 인용판결이 선고되어 피고가 항소를 제기한 경우는 물론, 원고의 청구를 인용한 판결에 대하여 피고가 항소를 제기하여 항소심에 이심된 후 청구가 선택적으로 병합된 경우에 있어서도(후발적 병합), 항소심은 제1심에서 인용된 청구를 먼저 심리하여 판단할 필요는 없고, 선택적으로 병합된 수 개의 청구중 제1심에서 심판되지 아니한 청구를 임의로 선택하여 심판할 수 있다[2]
- 논리적으로 양립할 수 없는 수개의 청구는 성질상 선택적 병합으로 동일 소송절차 내에서 동시에 심판될 수 없다[3]

## 같이 보기
- 상소불가분의 원칙